# Borj El Amri
Borj El Amri (arabiska: برج العامري) är en ort i guvernementet Manouba i Tunisien och ligger 23 kilometer sydväst om Tunis. Kommunen hade 6 519 invånare vid folkräkningen 2014.
Borj El Amri är plats för en av Tunisiens största djurmarknader. Orten har även en liten flygplats med en 3,4 kilometer lång asfaltsbana.  